# كلاوديانو بيزيرا دا سيلفا
كلاوديانو بيزيرا دا سيلفا (بالإنجليزية: Claudian) (و. 369 – 403 م) هو شاعر، وكاتب من روما القديمة، ولد في الإسكندرية، توفي في روما، عن عمر يناهز 34 عاماً.

## روابط خارجية
- كلاوديانو بيزيرا دا سيلفا على موقع الموسوعة البريطانية (الإنجليزية)